# Tranås kommun
Tranås kommun är en kommun i Jönköpings län.  Tranås är kommunens centralort.
Kommunen hittas på norra delen av Sydsvenska höglandet och dess landskap är mycket omväxlande. Tranås var under många år känt för sin skinn- och pälsindustri som började etablera sig redan på 1800-talet, men denna bransch har sedermera kommit att ersättas av ett differentierat näringsliv. 
Sedan kommunen bildades och fram till 2000 var befolkningstrenden negativ men vände därefter uppåt. Sedan 1998 har kommunen styrts av allianspartierna, mandatperioden 2010–2014 med stöd av Miljöpartiet.

## Administrativ historik
Kommunens område motsvarar socknarna: Adelöv, Linderås och Säby. I dessa socknar bildades vid kommunreformen 1862 landskommuner med motsvarande namn.
1881 bildades Tranås köping genom en utbrytning ur Säby landskommun. I denna landskommun inrättades 17 juni 1903 Tranås Kvarns municipalsamhälle. Detta upplöstes när Tranås stad bildades 1919 av Tranås köping och ytterligare delar ur landskommunen. 1951 införlivades resterande delar av landskommunen i stadskommunen.
Vid kommunreformen 1952 införlivades Adelövs landskommun i Linderås landskommun.
1967 införlivades Linderås landskommun i Tranås stad. Tranås kommun bildades vid kommunreformen 1971 genom en ombildning av Tranås stad.
Kommunen ingår sedan bildandet i Eksjö tingsrätts domsaga.

## Geografi
Kommunen gränsar i söder till Aneby kommun och i sydväst till Jönköpings kommun i Jönköpings län. I Östergötlands län finns i nordlig riktning Ödeshögs kommun, i öster Boxholms kommun och i sydöst Ydre kommun.

### Topografi och hydrografi
Kommunen hittas på norra delen av Sydsvenska höglandet och dess landskap är mycket omväxlande. Granit och porfyr dominerar berggrunden vilken till största del är täckt med morän och bevuxen med barrskog. Det finns ett flertal större isälvsavlagringar, främst i de lägre terrängavsnitten. Exempelvis är en nordväst–sydöstlig dalgång vid Adelöv i västra Tranås  utfylld av isälvsmaterial i form av terrasser, slukåsar, dödisgropar och deltan. Uppodlade sedimentjordar eller myrmarker utgör öppna områden, framför allt i anslutning till Svartån.
Nedan presenteras andelen av den totala ytan 2020 i kommunen jämfört med riket.
|  | Bebyggelse (5,6 %) |

|  | Skog (70,2 %) |

|  | Öppen myrmark (1,1 %) |

|  | Jordbruksmark (19,8 %) |

|  | Övrig mark (3,3 %) |

|  | Bebyggelse (3,1 %) |

|  | Skog (68,0 %) |

|  | Öppen myrmark (7,2 %) |

|  | Jordbruksmark (7,4 %) |

|  | Övrig mark (14,3 %) |

### Naturskydd
År 2022 fanns sju naturreservat i Tranås kommun.
Vid Stensjön hittas naturreservatet Huluskogen, ett 40 hektar stort barrskogsområde där större vattensalamander trivs. Älmås askskog är ett kommunalt reservat som bildades 2000. Reservatet beskrivs som "Lövskog med mulmträd och hamlade askar (och) gammal ängsmark". Området är sedan länge ett välbesökt strövområde.

### Administrativ indelning
Fram till 2016 var kommunen för befolkningsrapportering indelad i de tre församlingarna Adelöv, Linderås och Säby.

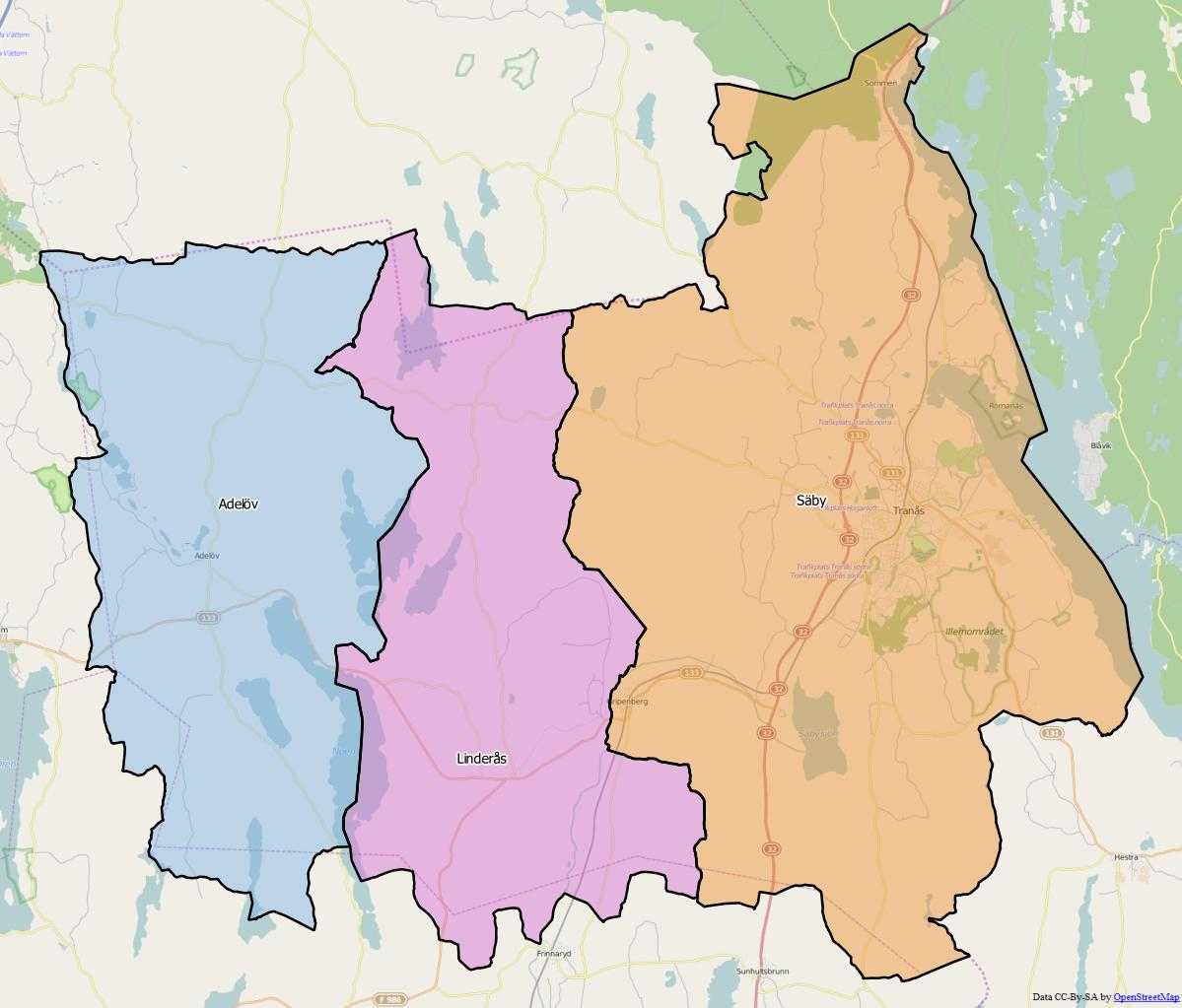
Distrikt (socknar) inom Tranås kommun

Från 2016 indelas kommunen istället i tre  distrikt, vilka motsvarar de tidigare socknarna: Adelöv, Linderås och Säby.
År 2015 fanns fortfarande samma församlingar som i årsskiftet 1999/2000, vilket distriktsindelningen är baserad på.

### Tätorter
År 2020 bodde 86,4 procent av kommunens invånare i någon av kommunens tätorter, vilket var något lägre än motsvarande siffra för riket där genomsnittet var 87,6 procent. Vid Statistiska centralbyråns tätortsavgränsning 2020 fanns det fem  tätorter i Tranås kommun:
- Tranås 14 789
- Sommen 766
- Gripenberg 271
- Hätte, Seglarvik och Sandvik 259
- Norraby 250

## Styre och politik

### Styre
| År        | Partier | Partier | Partier | Partier | Partier | Partier |
| --------- | ------- | ------- | ------- | ------- | ------- | ------- |
| 1994-1998 | S       |         |         |         |         |         |
| 1998-2002 | M       | C       | KD      | FP      |         |         |
| 2002-2006 | M       | C       | KD      | FP      |         |         |
| 2006-2010 | M       | C       | KD      | FP      |         |         |
| 2010-2014 | M       | C       | KD      | FP      | MP      |         |
| 2014-2018 | M       | C       | KD      | L       |         |         |
| 2018-2022 | M       | C       | KD      | L       |         |         |
| 2022-     | M       | KD      | L       |         |         |         |

Källa: 

### Kommunfullmäktige

#### Presidium
| Presidium 2022–2026    | Presidium 2022–2026 | Presidium 2022–2026 |
| ---------------------- | ------------------- | ------------------- |
| Ordförande             | M                   | Gunnel Lind         |
| Förste vice ordförande | S                   | Tobias Gyllensten   |
| Andre vice ordförande  | SD                  | Håkan Nyborg        |

#### Lista över kommunfullmäktiges ordförande
| Namn | Namn            | Från | Till | Politisk tillhörighet |
| ---- | --------------- | ---- | ---- | --------------------- |
|      | Per Ulfsbo      | 2010 | 2018 | Folkpartiet           |
|      | Jennie Saxfeldt | 2018 | 2019 | Moderaterna           |
|      | Gunnel Lind     | 2019 |      | Moderaterna           |

#### Mandatfördelning 1970–2022
|  | 18 | 8 | 7 | 2 | 5 |

| 35 | 6 |

| 2 | 16 | 9 | 6 | 3 | 5 |

| 35 | 6 |

| 2 | 16 | 9 | 5 | 2 | 7 |

| 32 | 9 |

| 2 | 16 | 6 | 6 | 3 | 8 |

| 29 | 12 |

|  | 19 | 5 | 3 | 4 | 9 |

| 26 | 15 |

|  | 18 | 4 | 6 | 3 | 9 |

| 31 | 10 |

|  | 18 |  | 5 | 4 | 4 | 8 |

| 30 | 11 |

|  | 17 | 2 | 4 | 3 | 5 | 9 |

| 29 | 12 |

| 21 | 2 | 4 | 2 | 3 | 9 |

| 24 | 17 |

| 17 |  |  | 3 | 2 | 6 | 11 |

| 26 | 15 |

| 17 | 2 | 3 | 4 | 5 | 10 |

| 23 | 18 |

|  | 15 | 2 |  | 4 | 4 | 5 | 9 |

| 26 | 15 |

|  | 16 | 2 | 2 | 3 | 3 | 3 | 11 |

| 21 | 20 |

| 2 | 14 | 2 | 6 | 3 | 2 | 3 | 9 |

| 21 | 20 |

| 2 | 12 | 2 | 8 | 3 | 2 | 3 | 9 |

| 25 | 16 |

|  | 14 | 2 | 8 | 3 |  | 3 | 9 |

| 27 | 14 |

### Nämnder

#### Kommunstyrelse
| Presidium 2022–2026    | Presidium 2022–2026 | Presidium 2022–2026 |
| ---------------------- | ------------------- | ------------------- |
| Ordförande             | M                   | Mats Holmstedt      |
| Förste vice ordförande | S                   | Mikael Stenquist    |
| Andre vice ordförande  | KD                  | Tony Ståhl          |

#### Lista över kommunstyrelsens ordförande
| Namn | Namn            | Från | Till | Politisk tillhörighet |
| ---- | --------------- | ---- | ---- | --------------------- |
|      | Ingegerd Ekberg | 1979 | 1994 | Moderaterna           |
|      | Kjell Åke Trygg | 1994 | 1998 | Socialdemokraterna    |
|      | Hans Rocén      | 1998 | 2006 | Moderaterna           |
|      | Anders Wilander | 2006 | 2020 | Moderaterna           |
|      | Mats Holmstedt  | 2020 |      | Moderaterna           |

#### Övriga nämnder
| Nämnder                            | Ordförande | Ordförande           | Vice ordförande | Vice ordförande  |
| ---------------------------------- | ---------- | -------------------- | --------------- | ---------------- |
| Barn- och utbildningsnämnden       | L          | Erik Nygårds         | S               | Anders Karlsson  |
| Bygg- och miljönämnden             | M          | Bernt Dahlgren       | S               | Bengt E Carlsson |
| Individ- och arbetsmarknadsnämnden | M          | Lisbeth Asp Fransson | S               | Agnetha Lantz    |
| Kultur- och fritidsnämnden         | M          | Pernilla Burenby     | S               | Carina Hanell    |
| Teknik- och griftegårdsnämnden     | KD         | Jimmy Rydé           | C               | Leif Andersson   |
| Valnämnden                         | KD         | Jimmy Rydé           | C               | Bodil Nordgren   |
| Vård- och omsorgsnämnden           | KD         | Mats Antonsson       | S               | Marie Thiele     |

## Ekonomi och infrastruktur

### Näringsliv
Tranås har ett differentierat näringsliv, men den traditionellt starka möbelindustrin med företag som EFG-koncernen, Carpenter Sweden AB, Mitab Produktion AB och Tranås Skolmöbler AB dominerar fortfarande. Även plastindustrin har vuxit sig stark; bland företag inom denna bransch märks AB Euroform och Sonoform AB. Större företag utanför möbel- och plastindustrin inkluderar OEM-koncernen (agenturföretag), Pastejköket AB (livsmedelsföretag), GGP Sweden AB (före detta Stiga AB) och IVT industrier AB (Värmepumpar). Det sistnämnda företaget har under senare år expanderat kraftigt och ingår numera i Robert Bosch GmbH. 
Tranås även kallad pälsstaden var under många år känt för sin skinn- och pälsindustri som började etablera sig redan på 1800-talet. De goda jaktmarkerna och närheten till vattnet gjorde Tranås till ett ypperlig plats för skinntillverkning. Industrin hade sin storhetstid på 1960-talet då den sysselsatte cirka 2500 personer i drygt 125 företag, vilket motsvarade 70% av marknaden i Sverige. Det anordnades modeparader på lördagarna och folk vallfärdade till staden för att köpa päls vilket även gynnade övriga näringsgrenar i staden såsom hotell och restauranger. Även The Beatles beställde vargpälsar som tillverkades i Tranås. Men av denna näring finns det i stort sett inget kvar av idag. Det finns dock ett pälsmuseum, som är en del av Eriksbergs museum, som sammanfattar denna viktiga del av Tranås industrihistoria.
Tranås United AB är Tranås samägda näringslivsbolag som arbetar för att stadens näringsliv ska växa och utvecklas. 

### Infrastruktur

#### Transporter
Riksväg 32 genomkorsar kommunen från söder till norr. Länsväg 133 sammanstrålar med riksväg 32 i närheten av Säbysjön. Kommunen genomkorsas även av Södra stambanan som går mellan Stockholm och Malmö.

#### Utbildning
År 2022 fanns nio grundskolor i kommunen varav en var fristående, Adelövs friskola. Det fanns en gymnasieskola, den kommunala Holavedsgymnasiet, som har upptagningsområde  från området mellan Linköping i norr och Aneby i söder. På Holavedsgymnasiet finns bland annat nationella idrottsutbildningen (NIU) med inriktning bandy.
Tranås utbildningscentrum invigdes 1989 och erbjöd då enstaka högskolekurser på distans via Internationella handelshögskolan i Jönköping. Sedan slutet på 1990-talet har skolan även erbjudit yrkesutbildningar. År 2010 byttes verksamheten ägare från Tranås kommun till privata ägare. I samband med detta byttes också namnet till TUC Sweden.

## Befolkning

### Demografi

#### Befolkningsutveckling
Kommunen har 18 604 invånare (31 december 2024), vilket placerar den på 129:e plats avseende folkmängd bland Sveriges kommuner.
| Befolkningsutvecklingen i Tranås kommun 1970–2020 | Befolkningsutvecklingen i Tranås kommun 1970–2020 | Befolkningsutvecklingen i Tranås kommun 1970–2020 | Befolkningsutvecklingen i Tranås kommun 1970–2020 | Befolkningsutvecklingen i Tranås kommun 1970–2020 |
| ------------------------------------------------- | ------------------------------------------------- | ------------------------------------------------- | ------------------------------------------------- | ------------------------------------------------- |
|                                                   |                                                   |                                                   |                                                   |                                                   |
| År                                                |                                                   |                                                   | Folkmängd                                         |                                                   |
| 1970                                              | 1970                                              |                                                   | 19 266                                            |                                                   |
| 1975                                              | 1975                                              |                                                   | 18 717                                            |                                                   |
| 1980                                              | 1980                                              |                                                   | 18 380                                            |                                                   |
| 1985                                              | 1985                                              |                                                   | 17 900                                            |                                                   |
| 1990                                              | 1990                                              |                                                   | 17 806                                            |                                                   |
| 1995                                              | 1995                                              |                                                   | 18 040                                            |                                                   |
| 2000                                              | 2000                                              |                                                   | 17 686                                            |                                                   |
| 2005                                              | 2005                                              |                                                   | 17 765                                            |                                                   |
| 2010                                              | 2010                                              |                                                   | 18 119                                            |                                                   |
| 2015                                              | 2015                                              |                                                   | 18 546                                            |                                                   |
| 2020                                              | 2020                                              |                                                   | 18 903                                            |                                                   |

## Kultur

### Kulturarv
Kommunen har ett stort antal historiska platser. Vid sjön Sommen finns exempelvis Gammelbyn Hultet med ett 20-tal kulturhistoriskt intressanta byggnader med historiska interiörer. I Sommen finns Ångbåten S/S Boxholm II, ett av Sveriges äldsta och sista vedeldade ångfartyg. Fartyget användes först som timmerdragare, och har sedermera kommit att användas som passagerarfartyg.
Bland slott hittas exempelvis Gripenbergs slott, Sveriges äldsta och största bevarade träslott. Slottet byggdes på 1660-talet och är ett lagskyddat byggnadsminne. Brahälla ett gammalt jaktslott som byggdes 1680 av Per Brahe d.y. Byggnaden har över tid raserat och är numer en slottsruin.
Andra kulturarv är exempelvis Romanäs sanatorium, Göberga herrgård och 1100-tals kyrkan Säby kyrka.

### Kommunvapen
Blasonering: En sköld av guld med en trana i naturlig färg stående på ett grönt berg.
Vapnet, ett typexempel på ett talande vapen  (en trana på en ås),  fastställdes för Tranås stad år 1919. Det registrerades 1974 för kommunen hos Patent- och registreringsverket.